# Andrena isabellina
Andrena isabellina là một loài Hymenoptera trong họ Andrenidae. Loài này được Warncke mô tả khoa học năm 1969.